# Perfidolenus perfidus
Perfidolenus perfidus är en skalbaggsart som först beskrevs av Reichardt 1936.  Perfidolenus perfidus ingår i släktet Perfidolenus och familjen stumpbaggar. Inga underarter finns listade i Catalogue of Life.